# L'Homme qui voyait à travers les visages
 (novembre 2022).
Il peut être nécessaire de l'améliorer pour respecter le principe de neutralité de point de vue. Veuillez consulter la page de discussion pour plus de détails.

L'homme qui voyait à travers les visages est un roman d'Éric-Emmanuel Schmitt paru en 2016 chez Albin Michel.

## Thème
Un jeune journaliste belge assiste à un attentat. Il se rend alors compte qu'il est doté d'un don très particulier, celui de communiquer avec les morts.

## Résumé
Tout commence par un attentat : une bombe explose à la sortie d'une messe à Charleroi. Au milieu du chaos, des cris, des gémissements, Augustin Trolliet, jeune journaliste stagiaire, est jeté à terre, paniqué et incrédule.
Augustin a un don étrange : voir à travers les visages, c’est-à-dire déceler les morts qui accompagnent chaque vivant,. Au-dessus de l’épaule du terroriste, il a aperçu un vieil homme qui l’endoctrinait. Poussé par la juge Poitrenot, il enquête sur l’origine de la violence. Vient-elle des hommes ? Vient-elle des religions ? Vient-elle de Dieu lui-même ? Ses recherches vont l’amener à rencontrer un auteur passionné de spiritualité et philosophie, Éric-Emmanuel Schmitt, puis, par un procédé chimico-ésotérique, à s’entretenir avec Dieu lui-même. Pourquoi Dieu a-t-il écrit trois livres ? En est-il content ? Est-il satisfait de la lecture qu’en font les hommes ?

## Critiques
Les critiques des médias sont dans l'ensemble favorables. Ainsi Laurent Bainier dans 20 Minutes note que l'auteur « nous offre un roman loufoque avec son lot de personnages cintrés et ses rebondissements jusqu’à la dernière page » et pour Judith Korber (site TF1) « Avec cette magnifique fable fantastique, servie par une galerie de personnages extravagants, Eric-Emmanuel Schmitt nous invite à dépasser le stade de l’émotion suscitée par l’actualité pour entrer dans celui de la réflexion ». Par contre, Jean-Marc Proust de Slate est plutôt caustique : « Ce n'est pas possible des bouquins pareils ! ».
Dans l'article « Regards croisés sur le terrorisme » publié par la revue Confluences Méditerranée, Philippe Bannier souligne que « la dimension philosophique du roman de Schmitt amène [...] à un questionnement sur la nature humaine, qui ne se résume pas à une division entre le bien et le mal. […] Il va plus loin en mettant en scène le débat sur l’origine de la violence religieuse. D’un côté, il y a ceux qui, à l’instar de la juge Poitrenot, pensent que la violence vient de Dieu, arguant que les attentats et les cataclysmes de façon générale sont le fait des religions : “quand les hommes rechignent à penser le pire, Dieu les aide. Les massacres, les guerres, les génocides, les holocaustes, les exécutions, les explosions, l’Inquisition, le terrorisme radical, voilà la preuve de Dieu sur terre”» (p. 209) ; de l’autre, il y a ceux qui, à l’instar de Schmitt lui-même, avancent que la violence provient des hommes, et que ceux-ci se servent de Dieu pour se justifier : “les religions commencent divines, elles finissent humaines [...¸] les hommes ont assassiné au nom de toutes les religions. Même les spiritualités orientales ont justifié des guerres” (p. 224-225). ».

## Éditions
Édition imprimée originale
- L'homme qui voyait à travers les visages : roman, Paris, éd. Albin Michel, 1er septembre 2016, 420 p., 21 cm (ISBN 978-2-226-32883-0 et 2226328831).

Édition imprimée au format de poche
- L'homme qui voyait à travers les visages, Paris, Librairie générale française, coll. « Le Livre de poche », 10 janvier 2018, 379 p., 18 cm (ISBN 978-2-253-07366-6 et 2253073660).

Livre audio
- L'homme qui voyait à travers les visages, Paris, Audiolib, 30 novembre 2016 (ISBN 978-2-36762-281-1 et 2367622817).

## Traductions
Le roman a été traduit en albanais, allemand, bulgare, italien, polonais, roumain et russe.